# Atkinson Hyperlegible
Atkinson Hyperlegible is een gratis en vrij schreefloos lettertype met grotesken. Het lettertype wordt ontwikkeld door het Amerikaanse Brailleinstituut, in samenwerking met Applied Design Works, en is vooral gericht op mensen met dyslexie en visuele beperkingen.

## Etymologie
Het lettertype is vernoemd naar J. Robert Atkinson, oprichter van het Amerikaanse Brailleinstituut.

## Geschiedenis

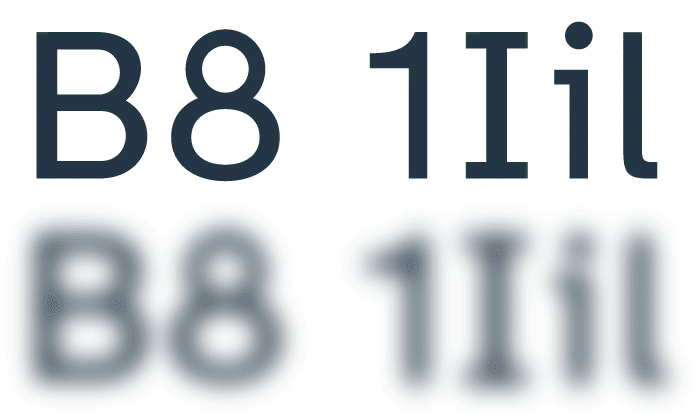
Boven: Normale weergave. Onder: de letters zoals gezien door iemand met een visuele beperking.

Het project is begonnen als onderdeel van een visuele rebranding van het Brailleinstituut. Hiervoor werd samengewerkt met de studio van Applied Design Works en een panel van slechtzienden. De meeste studenten aan het Brailleinstituut zijn niet volledig blind en maken daarom geen gebruik van het brailleschrift. Er werd daarom gezocht naar een geschikt lettertype voor de studenten, maar zowel het instituut als Applied Design Works vond er geen. Hierop begon Applied Design Works te experimenteren met zowel lettertypes met schreef als zonder, waaronder Times New Roman en Frutiger. Volgens hun bevindingen was het onderscheiden van homogliefen lastig en leken sommige tekens te veel op elkaar. Er moest daarom meer uniformiteit komen. Hierop werd besloten een lettertype te maken dat zo leesbaar mogelijk zou zijn voor mensen met een visuele beperking.
De creatief manager van Applied Design Works, Craig Dobie, gaf ontwerper Elliott Scott de leiding over het ontwerp van het lettertype. Er werd gekozen voor een basis van schreefloos met grotesken. Het team trachtte ervoor te zorgen dat geen van de letters van het lettertype met een andere konden worden verward. Hiervoor werkten ze nauw samen met de studenten van het Brailleinstituut.
Het uiteindelijke lettertype kreeg de naam Atkinson Hyperlegible en werd uitgebracht onder de SIL Open Font License, via zowel de website van het instituut als Google Fonts.

## Ontwerp

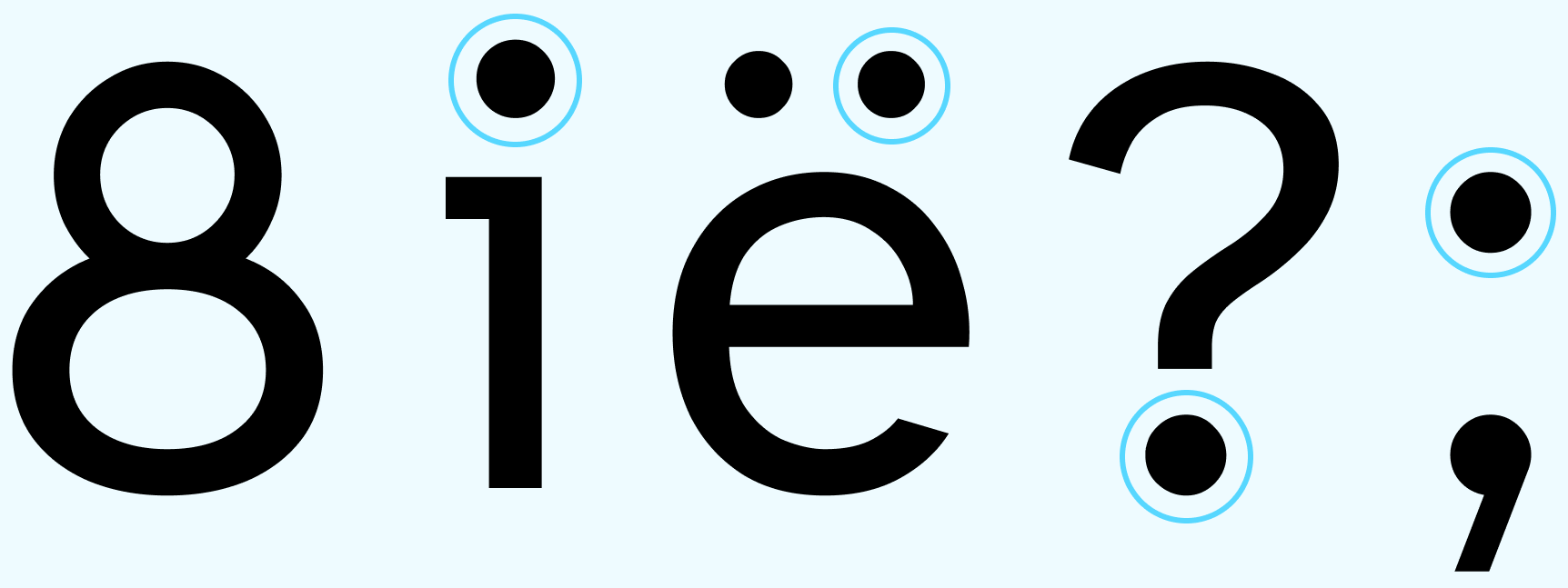
Enkele tekens met brailleverwijzingen

Atkinson Hyperlegible wordt geleverd met vier stijlen, elk bestaande uit 335 gliefen: normaal, vetgedrukt, cursief en vetgedrukt cursief. Ook is er ondersteuning voor diakritische tekens van 27 talen.
Elliott Scott en Craig Dobie van Applied Design Works maakten naar eigen zeggen "eigenzinnige keuzes", door bijvoorbeeld een schreef toe te voegen aan de hoofdletter i, maar niet aan de hoofdletter t, en door de hoofdletter f te voorzien van een langgerekt middendeel, langer die van de hoofdletter e. Ook zijn veel letters aangedikt om ze leesbaarder te maken en wordt er veel gebruik gemaakt van cirkels en stippen, als verwijzing naar het brailleschrift.

## Prijzen en onderscheidingen
- In 2019 wonnen de makers van Atkinson Hyperlegible de Innovation by Design Award for Graphic Design van Fast Company voor het ontwerp van het lettertype;[2]
- In 2020 werd het lettertype door Dezeen genomineerd voor beste grafisch ontwerp[8], maar verloor uiteindelijk nipt.[9]